# Douglas Rogers

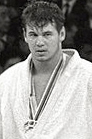
Douglas Rogers (1964)

Alfred Harold Douglas „Doug“ Rogers (* 26. Januar 1941 in Truro, Nova Scotia; † 20. Juli 2020 in Vancouver, British Columbia) war ein kanadischer Judoka.

## Werdegang
Rogers begann an der High School mit dem Judosport, nach der High School studierte er an der Takushoku-Universität in Tokio. Nach dem Ende seiner Studienzeit gewann er 1964 seinen ersten kanadischen Meistertitel. Bei den Olympischen Spielen 1964 in Tokio gewann er im Schwergewicht seine Vorrundengruppe. Im Halbfinale besiegte er Parnaos Tschikwiladse aus der Sowjetunion, im Finale unterlag er gegen den Japaner Isao Inokuma.
1965 gewann Rogers die kanadischen Meisterschaften im Schwergewicht und die Panamerikanischen Meisterschaften in der offenen Klasse. Bei den Judo-Weltmeisterschaften 1965 in Rio de Janeiro erkämpfte er eine Bronzemedaille im Schwergewicht. 1966 und 1967 war er erneut kanadischer Meister. Bei den Panamerikanischen Spielen 1967 vor heimischem Publikum in Winnipeg unterlag er im Schwergewichtsfinale gegen den US-Judoka Allen Coage, in der offenen Klasse gewann Rogers das Finale gegen James Westbrook, der ebenfalls aus den Vereinigten Staaten kam.
Bei den Olympischen Sommerspielen 1968 und den Panamerikanischen Spielen 1971 stand Judo nicht auf dem Programm. 1972 war der 1,90 m große Douglas Rogers wieder kanadischer Meister. Bei den Olympischen Spielen 1972 in München trat er sowohl im Schwergewicht als auch in der offenen Klasse an. Im Schwergewicht unterlag er in seinem dritten Kampf dem Franzosen Jean-Claude Brondani und belegte den fünften Platz. In der offenen Klasse verlor er seinen ersten Kampf gegen Brondani. Da Brondani hier Sieger seines Vorrunden-Pools wurde, kämpfte Rogers in der Hoffnungsrunde. Nach zwei Siegen unterlag er im Kampf um den Einzug in die Finalrunde gegen den Briten Angelo Parisi und belegte auch hier den fünften Platz.
Nach seiner sportlichen Karriere war Rogers Pilot bei einer Fluglinie.